# Hemerobius tibialis
Hemerobius tibialis is een insect uit de familie van de bruine gaasvliegen (Hemerobiidae), die tot de orde netvleugeligen (Neuroptera) behoort. 
Hemerobius tibialis is voor het eerst wetenschappelijk beschreven door Navás in 1917.